# Nkangala
Nkangala (englisch Nkangala District Municipality) ist ein Distrikt in der südafrikanischen Provinz Mpumalanga. Der Sitz der Distriktverwaltung befindet sich in Middelburg. Bürgermeisterin ist Thembi Sarah Masilela.
Der Distrikt ist nach dem Zulubegriff für Highveld benannt. Die meisten Städte des Distriktes liegen im Highveld.

## Gliederung
Die Distriktgemeinde wird von folgenden Lokalgemeinden gebildet:
- Victor Khanye
- Dr JS Moroka
- Emalahleni
- Steve Tshwete
- Emakhazeni
- Thembisile Hani

## Demografie
Der Distrikt hatte 1.308.129 Einwohner (Stand: 2022) und 1.445.624 in 2016 auf einer Gesamtfläche von 16.758 Quadratkilometern.